# Casinos
Casinos é um município da Espanha na província de Valência, Comunidade Valenciana. Tem 41,5 km² de área e em 2021 tinha 2 881 habitantes (densidade: 69,4 hab./km²).

## Demografia
| Variação demográfica do município entre 1991 e 2004 | Variação demográfica do município entre 1991 e 2004 | Variação demográfica do município entre 1991 e 2004 | Variação demográfica do município entre 1991 e 2004 |
| --------------------------------------------------- | --------------------------------------------------- | --------------------------------------------------- | --------------------------------------------------- |
| 1991                                                | 1996                                                | 2001                                                | 2004                                                |
| 2281                                                | 2292                                                | 2268                                                | 2382                                                |